# Боцо Джакели
Боцо Джакели (груз. ბოცო ჯაყელი; fl. 1184—1191) — грузинский дворянин из рода Джакели, первый эристави Самцхе. Он потерял все свои высокие должности из-за того, что участвовал в восстании знати против грузинской царицы Тамары.
Происхождение Боцо Джакели не известно. Его отцом мог быть либо Мурван Джакели, согласно надписи из Агарского монастыря близ Ахалцихе, либо Мемна, упомянутый армянским историком Степаносом Орбеляном как участник восстания 1178 года против Георгия III, царя Грузии. Его тёзка и возможный дед, Боцо Джакели, именуется «эристави эристави» в грузинской каменной надписи из монастыря Али, ныне располагающегося на территории Турции, и «марзпаном» в комментарии к рукописи Гелатского Четвероевангелия XII века. По данным историка Кирилла Туманова, преемник Боцо на должности эристави Самцхе, Иване-Кваркваре Джакели, быть его братом. Возможная сестра Боцо, Кравай, была замужем за дворянином Самдзивари и отвечала за переговоры о сдаче группы мятежников Кутлу Арслана царице Тамаре.
Боцо Джакели известен в источниках как эристави и спасалар Самцхе, важного пограничного региона на юго-западе Грузии, в период царствования царицы Тамары. Около 1187 года Боцо вместе с Гузаном, правителем Тао, отразили нападение Салтукидов, правителей Эрзурума и Шама на провинции Шавшат и Кларджети. Около 1191 года Боцо участвовал в восстании вместе с Варданом I Дадиани и Гузаном из Тао, против Тамары и в пользу её опального супруга Юрия Боголюбского. Дальнейшая судьба Боцо неясна. Он, по-видимому, был лишён Тамарой своего родового замка Джаки, а также власти и своих должностей в Самцхе, поскольку они в это время уже соотносятся с именем Иване-Кваркваре Джакели.
Сыновья и потомки Боцо были известны как Боцосдзе. Его старший сын Мемна, также известный как Иване, был убит, руководя обороной Тбилиси против хорезмской армии в 1226 году. Младший сын, Боцо (умер около 1283 года), также принимал участие в этой битве, командуя в последней схватке при Исани. Этот Боцо был женат на Ванени, дочери Иване Абусерисдзе, князя Аджарии, и сестре учёного Тбели Абусерисдзе. Последний известный из рода Боцосдзе, по имени Шалва, упоминается в контексте 1260-х годов. К 1516 году их земли в Самцхе оказываются во владении семьи Оладашвили.